# فرودگاه تازادیت
فرودگاه تازادیت (به انگلیسی: Tazadit Airport) یک فرودگاه همگانی با کد یاتا OUZ است که یک باند فرود آسفالت دارد و طول باند آن ۳۰۰۴ متر است. این فرودگاه در کشور موریتانی قرار دارد .